# Zaak-Bellemans
De Bellemans-affaire of de omkoopzaak Standard-Waterschei is een Belgische omkoopaffaire uit 1984. De omkoping vond plaats voor de voetbalwedstrijd tussen Standard en Waterschei op 8 mei 1982 en werd in 1984 ontdekt door onderzoeksrechter Guy Bellemans.

## De omkoping
In mei 1982 stond voetbalclub Standard Luik eerste in het algemeen klassement van Eerste Klasse. De club, onder leiding van trainer Raymond Goethals, kon dat jaar opnieuw kampioen van België worden. Het laatste kampioenschap was ondertussen elf jaar geleden en angst voor een mislukking sloop binnen bij Goethals. Uiteindelijk zorgde de Brusselse coach van Standard, samen met secretaris-generaal Roger Petit, ervoor dat de aanvoerder van zijn ploeg, Eric Gerets, via zijn vriend Roland Janssen iets regelde.
Janssen speelde op dat moment voor Waterschei en zou met zijn club kort daarop tegen Standard voetballen. Als Standard minstens gelijk speelde, werd het landskampioen. Gerets regelde dat zijn ploegmaten van Standard (Michel Preud'homme, Jos Daerden, Arie Haan, Simon Tahamata en anderen) hun winstpremie van de vorige wedstrijd afstonden aan de spelers van Waterschei. De ploeg van Waterschei deed het vervolgens rustig aan in het kampioensduel; Standard won met 3-1 en werd kampioen.
Enkele dagen later kon de ploeg van Raymond Goethals rustig verschijnen aan de finale van de Europacup II, want Standard had rustig gespeeld tegen Waterschei. Hierdoor kon Standard bijna de Europacup II winnen, maar het verloor nipt de finale in Camp Nou.

## De ontdekking
In 1984 begon onderzoeksrechter Guy Bellemans aan zijn speurtocht naar zwart geld in het Belgische voetbal. Bellemans vond enkele zwartgeldcircuits, maar tot zijn eigen verbazing kwam ook het hele omkoopschandaal uit 1982 aan het licht.

Op 28 februari 1984 waren de meeste spelers die betrokken waren bij de omkoping uit 1982 aan het trainen met de 'Rode Duivels', want er stond een oefenwedstrijd tegen Duitsland op het programma. Veel getraind werd er niet, want de belangrijkste spelers, zoals Eric Gerets, werden door de BOB opgepakt en meegenomen voor ondervraging. Iedereen bekende en de Rode Duivels die betrokken waren bij de zaak, namen niet deel aan de oefeninterland.

## Gevolgen
De omkoopzaak schokte de Belgische voetbalwereld. Eric Gerets, die in 1982 nog de Gouden Schoen won, bleek nu betrokken te zijn bij een omkopingszaak. Gerets behoorde op het gebied van voetbal op dat moment tot de absolute top in Europa en voetbalde in 1984 zelfs voor AC Milan. Maar hij werd na het ontdekken van de hele zaak al gauw ontslagen. En hij was niet de enige: de hele kampioenenploeg van Standard was schuldig, inclusief trainer Raymond Goethals en voorzitter Roger Petit. Gerets werd aanvankelijk voor drie jaar geschorst. Roland Janssen werd voor twee jaar aan de kant gezet. Simon Tahamata, Walter Meeuws, Guy Vandersmissen, Michel Preud'homme, Theo Poel, Gerard Plessers en Jos Daerden kregen een jaar schorsing. De zwaarste straffen waren echter voor Goethals en Petit: zij werden levenslang geschorst. Alleen Standardspeler Arie Haan kon ontsnappen, want hij voetbalde in 1984, tijdens het ontdekken van de hele affaire, in Hongkong en bleef zo buiten schot. De zaak was voor de voetbalbond verjaard en dus kon Standard niet met degradatie bestraft worden.
Iedereen tekende beroep aan tegen het vonnis. Uiteindelijk bleef Petit levenslang geschorst, terwijl Goethals' straf tot twee jaar werd verminderd. Gerets en Janssen werden voor een jaar geschorst, de overige spelers voor negen maanden. Om zijn straf te ontlopen, vertrok Goethals echter naar de Portugese club Vitória SC om er officieel niet als trainer, maar als bediende aan de slag te gaan.
De titel van 1982 werd zo een van de donkerste uit de hele Belgische voetbalgeschiedenis. Standard was misschien zonder omkoping ook wel kampioen geworden, maar de manier waarop het nu gegaan was, zorgde voor heel wat gemengde gevoelens.